# Pável Dubinda
Pável Jristoforovich Dubinda (en ucraniano: Павло́ Христофо́рович Дуби́нда, romanizado: Pavló Khrystoforovych Dubynda; 12 de juliojul./ 25 de julio de 1914greg. – 22 de octubre de 1992) fue un Starshiná (sargento) que combatió en las filas del Ejército Rojo durante la Segunda Guerra Mundial y una de las cuatro únicas personas que fue galardonada con la Orden de la Gloria de 1.er grado y el título de Héroe de la Unión Soviética.

## Biografía

### Infancia y juventud
Pável Dubinda nació el 25 de julio de 1914 en la pequeña localidad rural de Progno en el raión de Skadovsk de la gobernación de Jersón en el Imperio ruso (actualmente en el óblast de Jersón en Ucrania), en el seno de una familia ucraniana. Después de completar su séptimo curso en la escuela local, trabajó en una piscifactoría antes de ingresar en la marina en 1936.

### Segunda Guerra Mundial

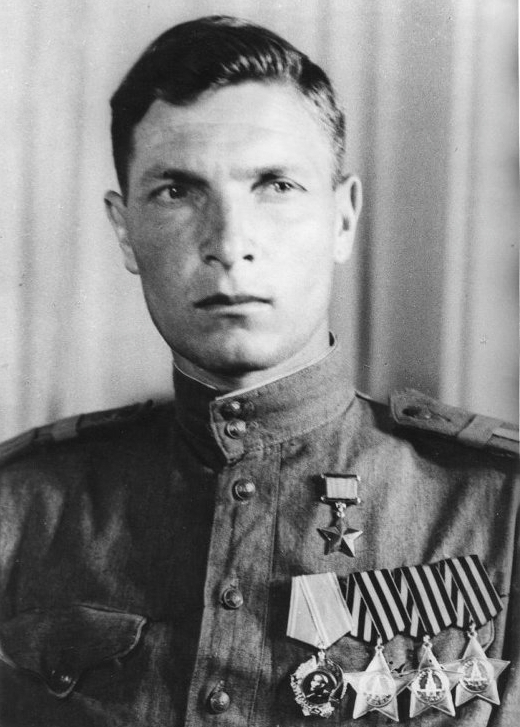
El sargento Pável Dubinca en una fotografía de 1945

Durante la fase inicial de la invasión alemana de la Unión Soviética, estuvo destinado en el crucero Chervona Ukraina, con el que participó en la defensa de Odesa y Sebastopol. Después de que el crucero fuera bombardeado y la tripulación ordenara abandonar el barco en noviembre de 1941, fue asignado a la 8.ª Brigada de Fusileros de Marina. Fue capturado en batalla y estuvo recluido en varios campos de prisioneros de guerra antes de lograr escapar con éxito y regresar a las líneas del Ejército Rojo en 1944. A su regreso, fue asignado al 293.º Regimiento de Fusileros de la Guardia. Pronto fue galardonado con la Orden de la Gloria de 3.er grado el 5 de septiembre de 1944 por ser el primero de su escuadrón en entrar en una trinchera enemiga el 8 de agosto de 1944, matando a siete soldados enemigos en el proceso.
Más tarde ese mismo mes, sus acciones en la batalla por una estación de tren en Polonia dieron como resultado que se le concediera la Orden de la Gloria de 2.do grado el 5 de octubre de 1944. En el combate que siguió, reemplazó al comandante de su compañía herido para continuar con el ataque y mató personalmente a diez soldados enemigos. Después de ser el primero en volver a entrar en una trinchera enemiga durante las batallas de Peshiken en Prusia Oriental del 22 al 25 de octubre, mató personalmente a cuatro soldados enemigos y capturó a un oficial. Al hacerlo, fue elegible para la Orden de la Gloria de 1.er grado, que le fue otorgada el 24 de marzo de 1945. Menos de dos semanas antes de ser galardonado con la Orden de la Gloria, vio un duro combate en la batalla de Königsberg.
El 15 de marzo, su pelotón tomó la aldea de Bladiau, pero pronto las tropas del Eje lanzaron un fuerte contraataque, atacaron su posición con una gran descarga de artillería. Su pelotón luchó hasta que se quedaron sin municiones, después Dubinda tomó una ametralladora enemiga y comenzó a disparar a quemarropa contra las fuerzas enemigas. Persiguiendo al enemigo en retirada, su pelotón logró capturar a 40 soldados y 4 oficiales en un patio que tomaron. Por sus acciones en Königsberg, recibió el título de Héroe de la Unión Soviética el 29 de junio de 1945, lo que lo convirtió en la primera persona que fue portador de la Orden de la Gloria y Héroe de la Unión Soviética.

### Posguerra
Dubinda fue desmovilizado en agosto de 1945, después trabajó como contramestre en la flota ballenera antártica. Durante el resto de su vida vivió en Jersón hasta su muerte el 22 de octubre de 1992.

## Condecoraciones
- Héroe de la Unión Soviética (29 de junio de 1945)
- Orden de Lenin (29 de junio de 1945)
- Orden de la Gloria de 1.er grado (24 de marzo de 1945), 2.do grado (5 de octubre de 1944) y 3.er grado (5 de septiembre de 1944)
- Orden de Bohdán Jmelnitski de 3.er grado (6 de abril de 1945)
- Orden de la Guerra Patria de 1.er grado (11 de marzo de 1985)
- Medalla Conmemorativa por el Centenario del Natalicio de Lenin
- Medalla por la Defensa de Odesa
- Medalla por la Defensa de Sebastopol
- Medalla por la Victoria sobre Alemania en la Gran Guerra Patria 1941-1945
- Medalla Conmemorativa del 20.º Aniversario de la Victoria en la Gran Guerra Patria de 1941-1945
- Medalla Conmemorativa del 30.º Aniversario de la Victoria en la Gran Guerra Patria de 1941-1945
- Medalla Conmemorativa del 40.º Aniversario de la Victoria en la Gran Guerra Patria de 1941-1945
- Medalla al Trabajador Veterano
- Medalla del 50.º Aniversario de las Fuerzas Armadas de la URSS
- Medalla del 60.º Aniversario de las Fuerzas Armadas de la URSS
- Medalla del 70.º Aniversario de las Fuerzas Armadas de la URSS